# Abraham Crijnssen (1937)
El Abraham Crijnssen, según la designación néerlandesa «Hr.Ms. Abraham Crijnssen (C)» fue un dragaminas holandés de la clase Jan van Amstel, construido por el astillero Gusto en Schiedam. El barco lleva el nombre del comandante holandés Abraham Crijnssen. Los barcos de la clase Jan van Amstel también podrían equiparse como minadores.
Este dragaminas ha pasado a la historia por el viaje que realizó tras la batalla del mar de Java camuflado como una isla hasta llegar a las costas de Australia para evitar a la Armada Imperial Japonesa y a su Servicio Aéreo.

## Despliegue durante la Segunda Guerra Mundial
Durante el estallido de la Segunda Guerra Mundial, el Abraham Crijnssen se encontraba en las Indias Orientales Neerlandesas. Debido al poder superior de Japón y a la batalla perdida en el mar de Java, la situación para la armada neerlandesa era desesperada. Por lo tanto, el barco recibió instrucciones de partir hacia Australia. Los otros tres dragaminas fueron hundidos para evitar que cayeran en manos enemigas. En marzo de 1942, comenzaron los preparativos para el cruce a Australia bajo el liderazgo del teniente naval Anthonie van Miert. El barco estaba pintado con colores de camuflaje y también estaba disfrazado de isla tropical usando redes, ramas y otras plantas. El 6 de marzo de 1942 a las 21:30 horas, el Abraham Crijnssen partió de Surabaya hacia Australia. En la mañana del 7 de marzo, el Eland Dubois y el Jan van Amstel fueron avistados sin camuflar cerca de la isla de Gili Radja. El comandante del Abraham Crijnssen decidió entonces fondear más hacia el este, en Gili Getting. En Gili Getting se repusieron suministros y se actualizó el camuflaje. Navegando de noche y fondeando durante el día, el 9 de marzo se llegó a la costa noroeste de Sumbawa a través de Sapoedi . Desembarcaron en Sumbawa para cargar cocos. Esa misma noche también se despejó sin problemas el estrecho de Alas, después de lo cual el barco se encontró en el Océano Índico y pudo navegar directamente a Australia.

El 15 de marzo de 1942, el Abraham Crijnssen llegó a Geraldton, Australia. Aquí el barco sirvió como patrullero hasta el 16 de agosto de 1942. Del 26 de agosto de 1942 al 5 de mayo de 1943, el Abraham Crijnssen estuvo en servicio en la Armada Real Australiana. Desde su regreso al servicio neerlandés hasta 1945, el barco volvió a servir como patrullero. El 7 de junio de 1945, el Abraham Crijnssen partió de Sídney hacia Darwin con la misión de remolcar hasta allí el submarino holandés K IX, pero durante el viaje la cuerda de remolque se rompió y el K IX quedó varado en una playa.

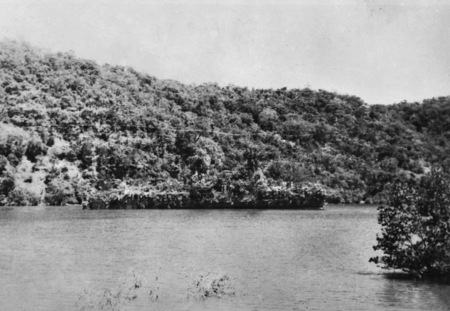
El Abraham Crijsen disfrazado de isla
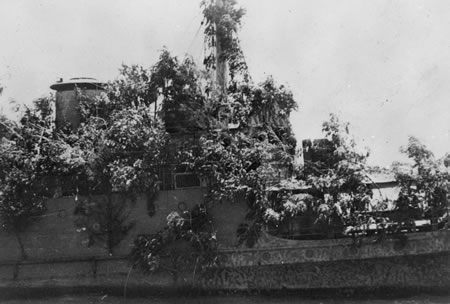
El puente del Abraham Crijnsen durante el viaje a Australia
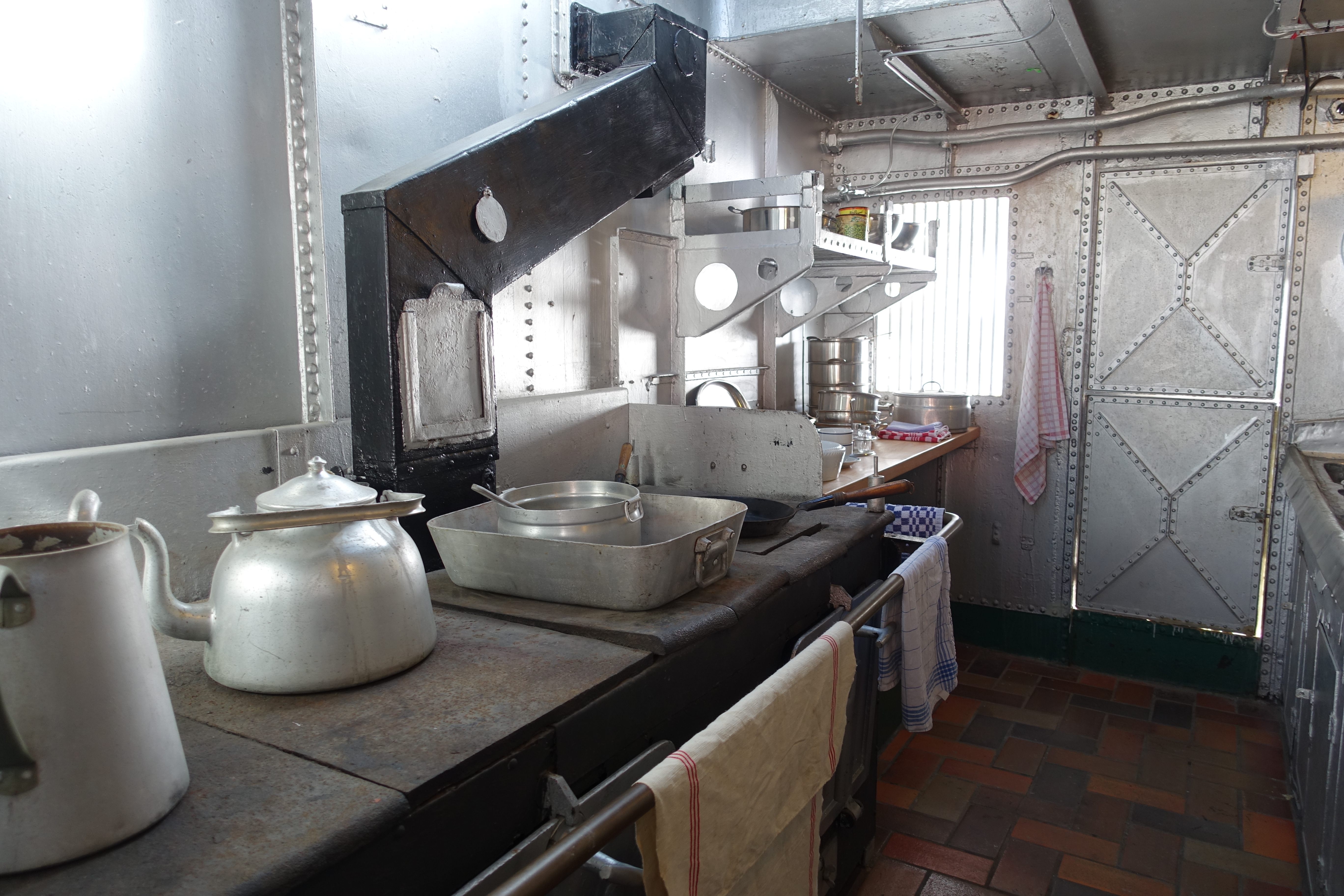
La cocina, foto de 2017.
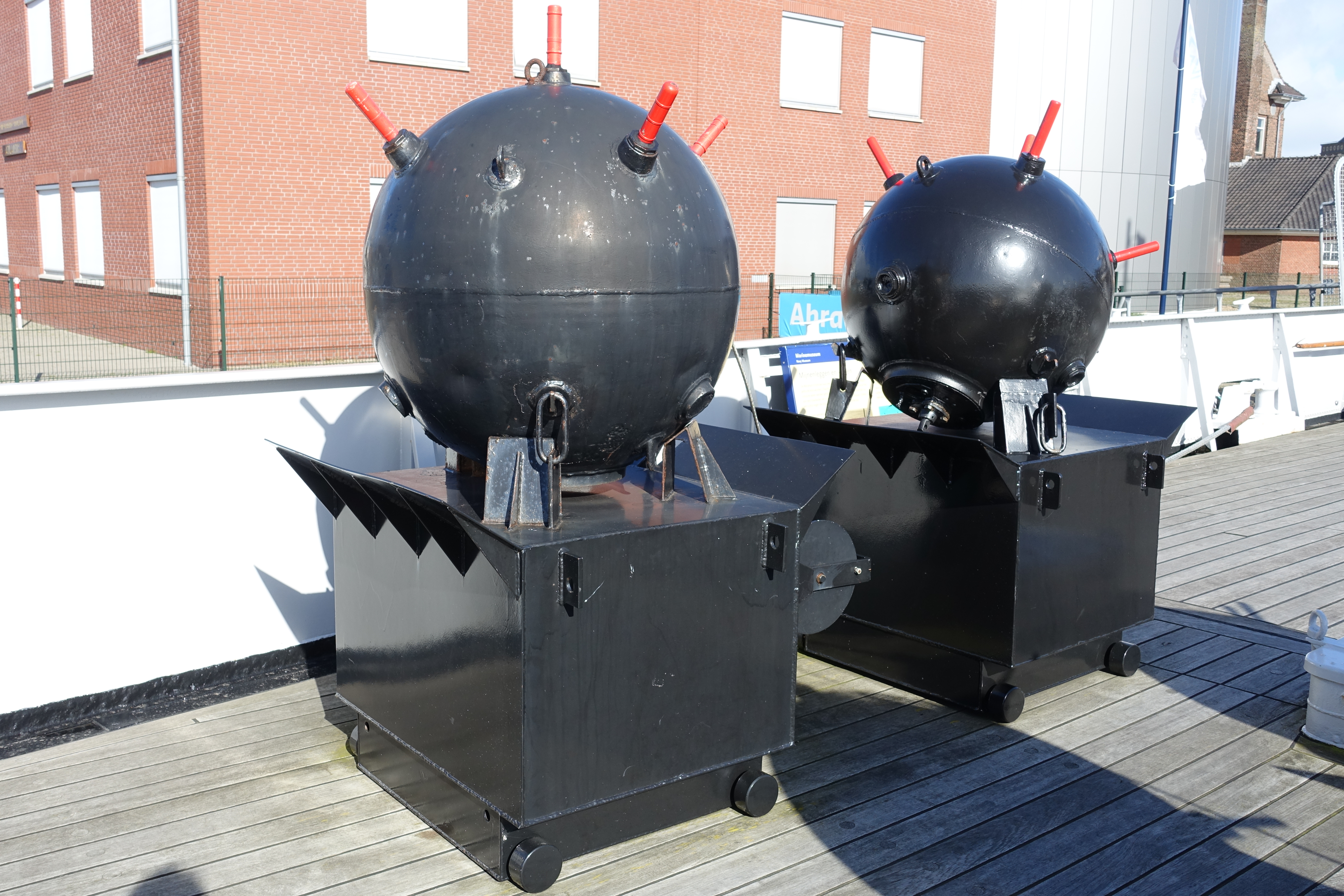
Minas marinas en la cubierta del Abraham Crijnssen en 2017

## ElAbraham Crijnssendespués de la Segunda Guerra Mundial

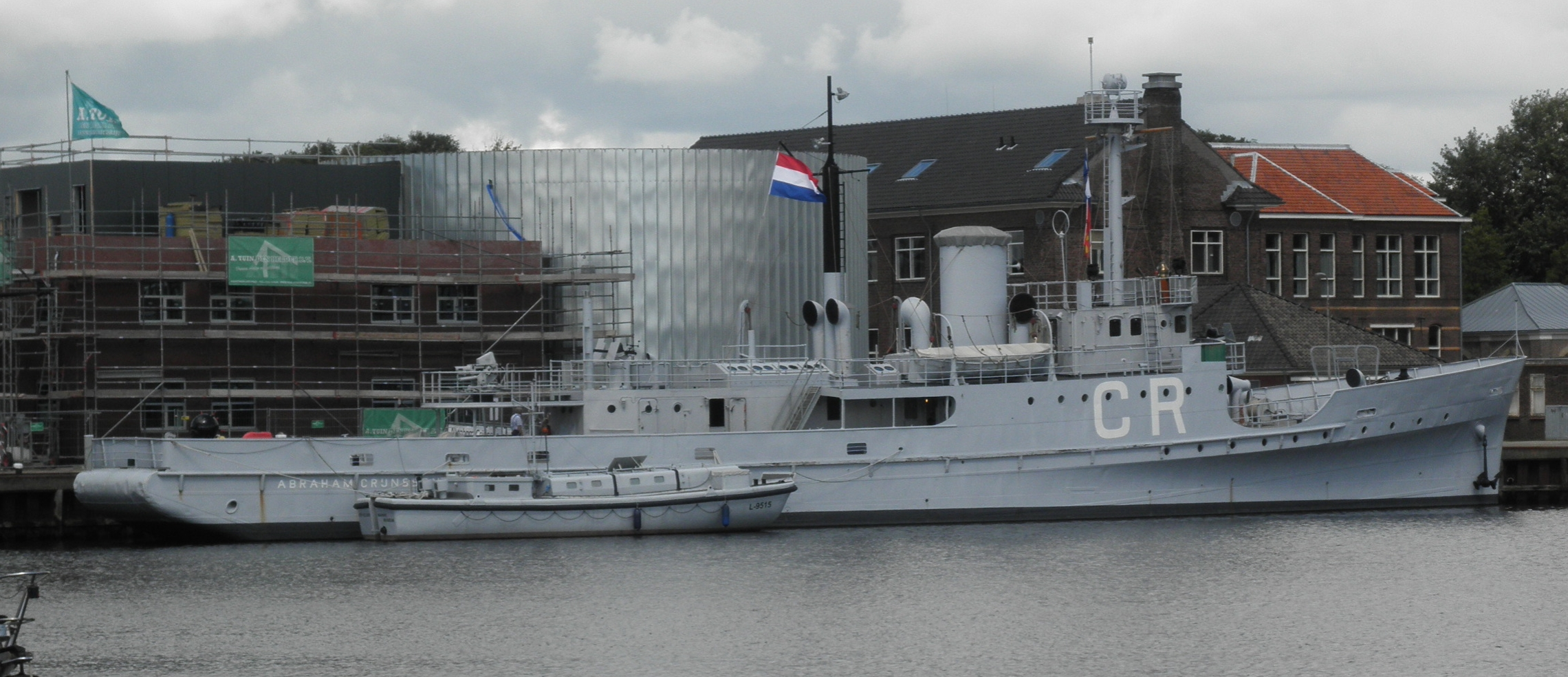
Como barco museo en el muelle del Museo Naval

Después de la Segunda Guerra Mundial, el Abraham Crijnssen se utilizó como patrullero en las Indias Orientales Neerlandesas hasta 1949, y desde 1949 hasta la independencia de las Indias Orientales Neerlandesas, el barco volvió a utilizarse activamente como dragaminas. Después de la independencia de los Estados Unidos de Indonesia, el barco regresó a los Países Bajos, donde en 1961 fue prestado a los cadetes navales.
En 1995 se decidió preservar el Abraham Crijnssen para la posteridad; Desde 1997 se exhibe al público como barco museo en el Museo Naval de Den Helder.